# Iglesia de San Vicente (Baracaldo)
La iglesia de San Vicente es un inmueble de localidad española de Baracaldo, en la provincia de Vizcaya.

## Descripción
El edificio se encuentra en la localidad española de Baracaldo, en la provincia de Vizcaya. Se menciona como iglesia parroquial del lugar en el tercer volumen del Diccionario geográfico-estadístico-histórico de España y sus posesiones de Ultramar de Pascual Madoz, donde aparece descrita con las siguientes palabras:

La igl. parr. (San Vicente) está servida por 2 beneficiados de racion entera que ejercen las funciones de párroco, y otros 2 medios racioneros, todos perpétuos y de patronato particular, en que tenian participacion el marqués de Valmediano, y los Sres. Castaños, Salazar y Mazarredo y Echevarri, cuyos herederos lo vienen ejerciendo; la casa de Castaños percibia 2 sestas partes del diezmo y una sesta cada uno de los otros partícipes, habiendo sacado antes del acervo comun 40 ducados para la fáb.
(Madoz, 1846, pp. 371-372)